# Сорокаба (микрорегион)

Сорокаба на карте.

Сорокаба (порт. Microrregião de Sorocaba) — микрорегион в Бразилии, входит в штат Сан-Паулу. Составная часть мезорегиона Макрорегион агломерации Сан-Паулу. 
Население составляет 	1 323 847	 человек (на 2010 год). Площадь — 	4 199,254	 км². Плотность населения — 	315,26	 чел./км².

## Демография
Согласно сведениям, собранным в ходе переписи 2010 г. Национальным институтом географии и статистики (IBGE), население микрорегиона составляет:						
| Полное население                             | Полное население                             | Полное население                             | Полное население                             | 1 323 847 |
| -------------------------------------------- | -------------------------------------------- | -------------------------------------------- | -------------------------------------------- | --------- |
| в том числе:                                 | Городское население                          | 1 236 953                                    | Процент городского населения, %              | 93,44     |
|                                              | Сельское население                           | 86 894                                       | Процент сельского населения, %               | 6,56      |
|                                              | Мужское население                            | 654 887                                      | Процент мужского населения, %                | 49,47     |
|                                              | Женское население                            | 668 960                                      | Процент женского населения, %                | 50,53     |
| Плотность населения, чел/км²                 | Плотность населения, чел/км²                 | Плотность населения, чел/км²                 | Плотность населения, чел/км²                 | 315,26    |
| Население микрорегиона в % к населению штата | Население микрорегиона в % к населению штата | Население микрорегиона в % к населению штата | Население микрорегиона в % к населению штата | 3,21      |

## Статистика
- Валовой внутренний продукт на 2003 составляет 15 017 302 478,00 реалов (данные: Бразильский институт географии и статистики).
- Валовой внутренний продукт на душу населения на 2003 составляет 12 244,49 реалов (данные: Бразильский институт географии и статистики).
- Индекс развития человеческого потенциала на 2000 составляет 0,813 (данные: Программа развития ООН).

## Состав микрорегиона
В составе микрорегиона включены следующие муниципалитеты:
1. Алуминиу
2. Арасаригуама
3. Арасояба-да-Серра
4. Кабреува
5. Капела-ду-Алту
6. Иперо
7. Иту
8. Майринки
9. Порту-Фелис
10. Салту
11. Салту-ди-Пирапора
12. Сарапуи
13. Сорокаба
14. Сан-Роки
15. Воторантин